# Jan de Bruine
Jan de Bruine   (Winschoten, 15 de juliol de 1903 - Anglet, 4 d'abril de 1983) va ser un genet neerlandès que va competir durant les dècades de 1930 i 1940.
El 1936 va prendre part en els Jocs Olímpics de Berlín, on va disputar dues proves del programa d'hípica amb el cavall Trixie. Va guanyar la medalla de plata en la prova de salts d'obstacles per equips i fou onzè en la de prova de salts individual. Un cop finalitzada la Segona Guerra Mundial va disputar, sense sort, els Jocs de Londres de 1948.